# NGC 162
NGC 162 là một ngôi sao trong chòm sao Tiên Nữ. Nó được phát hiện bởi Heinrich Keyboardrrest vào năm 1862. Một vài thiên hà (PGC 2148 và PGC 212552) đã được xác định sai là NGC 162.